# Laura Bonaparte
Laura Bonaparte (Concordia, Entre Ríos, Argentina, 3 de marzo de 1925-Buenos Aires, 23 de junio de 2013) fue una psicóloga y una activista argentina de los movimientos de derechos humanos. Sufrió la desaparición de tres hijos, dos yernos y una nuera, y el padre de sus hijos y fue una de las precursoras de la campaña internacional para que se declarara delito de lesa humanidad a la desaparición forzada de personas. Integrante de Madres de Plaza de Mayo Línea fundadora.

### Biografía
El padre de Laura, Guillermo Bonaparte fue un juez socialista que se encontraba trabajando en Concordia, cuando ella nació. Llegó a ser presidente de la Suprema Corte de Entre Ríos y renunció cuando la provincia fue intervenida tras el golpe del ’43 por el General Ernesto Ramírez.
Al poco tiempo, su familia se mudó a Paraná. Años después conoció a Santiago Bruschtein, con quien contrajo matrimonio a la edad de 22 años. Laura Bonaparte dejó la ciudad de Paraná y se radicó en Buenos Aires, donde militó en el Centro de Empleados de Comercio, siendo elegida Secretaria de Actas. Su primer hijo, Guillermo, falleció por un virus a los cinco meses de edad. Luego nacieron sus hijos Luis, Aída, Víctor e Irene. En 1968 participó de la creación de las Fuerzas Armadas Peronistas, la primera organización guerrillera peronista. Poco después se desvinculó y no volvió a formar parte en forma personal de otra experiencia guerrillera.  Recibida de psicóloga, canalizó su militancia social y política en los años 70 a través de su trabajo de más de 10 años en el área de salud mental del Hospital de Lanús, donde desarrolló acciones en asentamientos y barrios carenciados en conjunto con miembros del Movimiento de Sacerdotes para el Tercer Mundo,  sacerdotes católicos que habían pasado directamente a la militancia política en 1969, cuando, tras el Segundo Encuentro del Movimiento, en Colonia Caroya, emitieron un documento que apoyaba sin medias tintas a los movimientos revolucionarios armados de corte socialista a través del peronismo. El documento declaraba el "rechazo al sistema capitalista vigente y todo tipo de imperialismo económico, político y cultural, para marchar en busca de un socialismo latinoamericano que promueva el advenimiento del Hombre Nuevo; socialismo que no implica forzosamente programas de realización impuestos por partidos socialistas, de aquí u otras partes del mundo, pero que sí incluye necesariamente la socialización de los medios de producción, del poder político, económico y de la cultura".
Quiénes sí se incorporaron a organizaciones guerrilleras fueron sus hijos, sin excepción: Luis lo hizo en Montoneros mientras que Aída, Víctor e Irene, así como sus respectivas parejas lo hicieron en el Ejército Revolucionario del Pueblo. El 24 de diciembre de 1975, Aída fue una de los 70 guerrilleros del ERP que, al mando de Abigail Attademo (Capitán Miguel) iniciaron el asalto al Batallón militar de Monte Chingolo. La avanzada encargada de violentar el portón de entrada estaba compuesta por un camión a la cabeza, seguido de nueve autos. Repelido este ataque, Aída junto a la mayoría de los guerrilleros sobrevivientes de la compañía de ataque logró retirarse e ingresó a la villa aledaña al cuartel. En ese lugar fue capturada y asesinada al día siguiente. Su pareja, Adrián Saidon, fue asesinado a balazos el 24 de marzo de 1976, el mismo día del golpe de Estado, en cercanías de su domicilio.
Ya en ese momento otro de sus hijos, Luis Bruschtein se había autoexiliado en Venezuela. Los dos restantes, Víctor e Irene estaban en la clandestinidad y con pedido de captura tras haberse descubierto una imprenta del ERP que era operada por ellos. Poco después del golpe hubo un atentado con bomba en la planta baja del edificio donde vivía Laura Bonaparte, lo que la llevó a tomar la decisión, en abril de 1976, de trasladarse a México, país en el que viviría hasta 1985. Su marido quedó viviendo en Argentina y fue desaparecido. También fueron desaparecidos, ya en 1977, los otros dos hijos y sus respectivas parejas.

Durante su exilio, Laura Bonaparte fue observadora de Amnistía Internacional en el marco de los conflictos en El Salvador y Guatemala y viajó al Líbano en solidaridad con las víctimas de la  invasión del ejército israelí.En mayo de 1979, se encadenó a las puertas de la embajada argentina en México para protestar contra la dictadura militar e inició una huelga de hambre junto a Rosario Ibarra de Piedra y el comité Eureka, por los desaparecidos políticos en ese país.
En 1983 viajó a Argentina para participar de la apertura de las fosas comunes de NN en el cementerio de Avellaneda, donde estaba enterrada su hija Aída y otros desaparecidos.En 1985, ya definitivamente en Argentina se integró al Movimiento Solidario de Salud Mental y en 1986 a Madres de Plaza de Mayo Línea Fundadora.
Viajó a Bosnia para reunirse con las Mujeres de Negro, víctimas de la violencia étnica. Defendió a miembros del colectivo LGBT en Argentina a mediados de los años noventa y en 1995 cedió parte de su casa para facilitar las primeras reuniones de la organización (H.I.J.O.S.).
Laura Bonaparte fue la iniciadora de un recurso judicial para impedir que se privatizara el predio de la ESMA y fue la primera Madre de Plaza de Mayo que ingresó a ese predio, aun cuando todavía estaba la Armada.

## Familia Bruschtein Bonaparte
En el transcurso de dos años seis miembros de su familia resultaron muertos o desaparecidos.

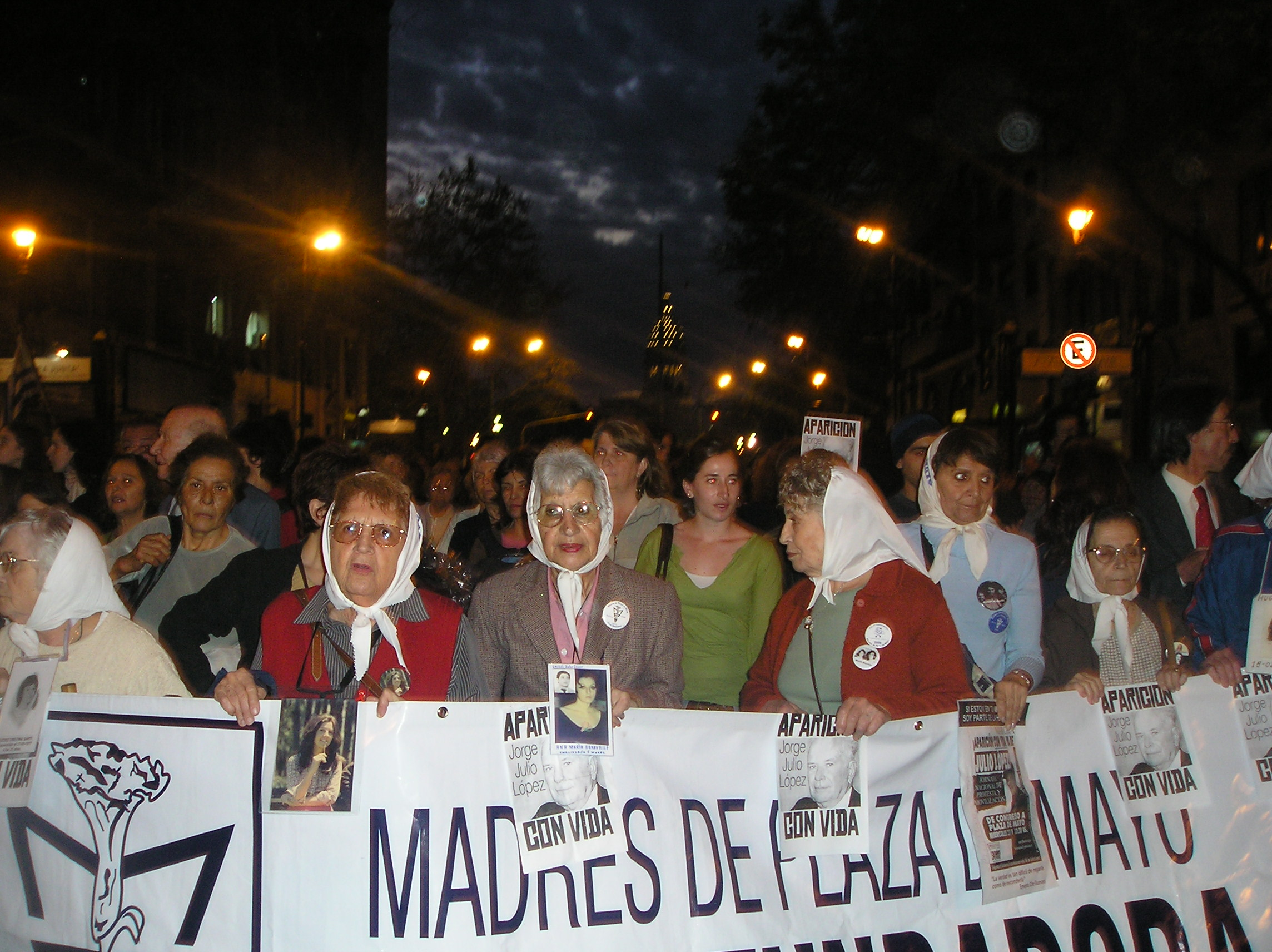
Madres de Plaza de Mayo Línea Fundadora en una marcha por los Derechos Humanos (octubre de 2006).

- Aída Leonora Bruschtein. "Noni" (21 de mayo de 1951, Buenos Aires, detenida desaparecida el 24 de diciembre de 1975, Monte Chingolo) era maestra alfabetizadora y estudiante universitaria.[15] Militante del Partido Revolucionario de los Trabajadores - Ejército Revolucionario del Pueblo (PRT-ERP).  Fue muerta en una villa de emergencia cercana al Batallón 601 en el marco de la represión al intento de toma del regimiento de Monte Chingolo.[17] Sus restos fueron exhumados en el Cementerio de Avellaneda,[18] e identificados por el Equipo Argentino de Antropología Forense (EAAF) en 2014.[15]

- Adrián Saidon (27 de junio de 1952, Buenos Aires), pareja de Aída.[2] Fue asesinado el 24 de marzo de 1976 en cercanías de su domicilio.[13] El hijo de Aída y Adrián, Hugo Saidon Bruschtein, fue criado primero por su tía Irene y Mario Ginzberg, y luego en México por su abuela Laura.[7]

- Santiago Isaac Bruschtein. (25 de diciembre de 1916, Coronel Suárez, detenido desaparecido 11 de junio de 1976, San Nicolás de los Arroyos, Buenos Aires).[17] Bioquímico del Laboratorio ubicado en 25 de Mayo 139, Morón; propietario de la Farmacia La Moderna, Morón.[19] Años después, aparecieron en un archivo policial las fotos de un grupo de cadáveres quemados en un predio del Club SMATA de Cañuelas, entre las que se reconoce parte de su rostro.[15] Hasta la fecha, permanece desaparecido.[7]

- Irene Mónica Bruschtein de Ginzberg. "Lilia" (21 de agosto de 1955, Morón, detenida desaparecida 11 de mayo de 1977, Buenos Aires). Cursó el secundario en la escuela Manuel Belgrano y estudió en la Escuela de Cerámica N.º 1. Militante del Partido Revolucionario de los Trabajadores - Ejército Revolucionario del Pueblo (PRT-ERP).[20] Fue secuestrada junto a su esposo. Sus restos no fueron recuperados.

- Mario Ginzberg. "Pata" (12 de agosto de 1952, detenido desaparecido 11 de mayo de 1977, Buenos Aires). Maestro mayor de obras y estudiante de arquitectura. Militante del Partido Revolucionario de los Trabajadores.[21][22] Ambos fueron secuestrados en presencia de sus dos pequeños hijos.[2] Sus restos no fueron recuperados.

- Víctor Rafael Bruschtein. "Julio" (27 de diciembre de 1952, detenido desaparecido 19 de mayo de 1977, Morón),[17] cursó el secundario en el Colegio Nicolás Avellaneda. Militante del Partido Revolucionario de los Trabajadores - Ejército Revolucionario del Pueblo (PRT-ERP).[23] Fue secuestrado junto a su compañera, Jacinta Levi.[24]

## Homenajes
En agosto de 2010, la periodista francesa Claude Mary publicó el libro «Laura Bonaparte - Una madre de Plaza de Mayo contra el olvido».
En 2015 se estrenó el documental «Tiempo suspendido», con guion y dirección de Natalia Bruschtein.
A partir de mediados de 2016, el ex CeNaReSo (Centro Nacional de Reeducación Social), institución dedicada a la salud mental y las adicciones pasó a llamarse Hospital Nacional en Red Especializado en Salud Mental y Adicciones “Licenciada Laura Bonaparte”.